# 杉木望一
杉木 望一（すぎき もいち/もういち、1586年（天正14年）- 1643年12月14日（寛永20年11月4日））は、江戸時代前期の俳人である。名は望都、茂都とも表記される。

## 経歴・人物
伊勢神宮の禰宜の家系だった杉木氏の子として生まれる。幼少の頃から盲目となり、勾当の称号を得た。その後同じ伊勢神宮の禰宜だった荒木田守武の門人となり、師匠の守武や『新撰犬筑波集』の作風から派生し、その作風の俳諧をよくした。これによって、伊勢における俳壇の中心的な指導者として名を馳せた。

## 詠んだ句
- 花に来ぬ 人笑ふらし 春の山
- ほこ長し 天が下照る 姫はじめ

## 主な著作物
- 『望一千句』
- 『望一前千句』